# Candona neglecta
Candona neglecta är en kräftdjursart som beskrevs av Georg Ossian Sars 1866. Candona neglecta ingår i släktet Candona, och familjen Candonidae. Arten är reproducerande i Sverige.